# 麥克·篠田
麥克·贤治·篠田（英語：Michael Kenji Shinoda，1977年2月11日—），是一位美国音乐家、说唱歌手、歌手、词曲作者、音乐制作人和平面设计师。他于1996年与人共同创立了摇滚乐队聯合公园（Linkin Park），并担任乐队的主唱之一、节奏吉他手、键盘手、主要词曲作者和制作人。篠田在2004年创立了一个以嘻哈为主的副项目——Fort Minor。他还为卢佩·费亚斯科（Lupe Fiasco）、Styles of Beyond和X-Ecutioners等艺人的曲目和专辑担任制作人。
篠田还是位于加利福尼亚的唱片公司Machine Shop Records的联合创始人。在音乐之外，篠田还是一位艺术家和平面设计师。他创作了多幅艺术作品，其中一些曾在日本裔美国国家博物馆展出。2018年，篠田发行了他的首张个人专辑《Post Traumatic》，其中包含18首歌曲，表达了他在聯合公园乐队成员切斯特·贝宁顿（Chester Bennington）去世后的感受。

## 生平

### 早期生活
篠田的父母分別是日裔美國人和德裔美國人，他在美國洛杉磯的阿古拉山長大。篠田有一個1979年出生的弟弟傑森（Jason）。
篠田首次接觸音樂是在高中期間，當時他參加了炭疽熱樂團（Anthrax）和全民公敵組合（Public Enemy）的演唱會。在那之後他開始學習鋼琴，研究古典鋼琴演奏技巧，之後他轉往爵士樂和嘻哈領域。
在早期青少年階段，篠田在音樂方面受到好友布萊德·達爾森（Brad Delson）的鼓勵，他和布萊德開始在臥房中的錄音室創作和錄製歌曲。篠田和布萊德是阿古洛高中（Agoura High School）的同學。在高中即將畢業時，擅長打擊樂器的羅伯·博登（Rob Bourdon）開始參與他們的音樂計劃。隨後他們三人組成了「Xero」樂團，並開始更加認真的往音樂業界發展。
高中畢業後，篠田申請到藝術中心設計學院（Art Center College of Design）就讀平面設計和插畫。在學校中他認識了DJ喬瑟夫·漢恩（Joseph Hahn）以及達爾森的大學同學（Phoenix），兩人隨後加入 Xero 樂團。篠田最後從學院畢業，取得插畫學位，並在畢業後立即找到一份平面設計師的工作。憑藉著他在平面設計的經驗和天分，麥克和喬負責所有聯合公園樂團的相關設計。

### 聯合公园
篠田于1996年与罗伯·伯顿（Rob Bourdon）和布拉德·德尔森（Brad Delson）共同创立了聯合公园（Linkin Park）。后来他们加入了唱盘手乔·哈恩（Joe Hahn）、贝斯手戴夫·法雷尔（Dave Farrell）和主唱马克·韦克菲尔德（Mark Wakefield）。乐队的最早形式被称为“Xero”。由于资源有限，乐队最初在篠田的卧室里制作和录制音乐，最终在1997年发布了一张四首歌的样本磁带，名为《Xero》。当乐队找不到唱片公司签约时，韦克菲尔德和法雷尔离开了乐队去追求其他音乐方向，但法雷尔后来短暂回归。之后，乐队招募了切斯特·贝宁顿（Chester Bennington），并成功与华纳兄弟唱片公司（Warner Bros Records）签约。聯合公园的首张录音室专辑《混合理论》（Hybrid Theory）取得了突破性成功，帮助乐队获得了国际声誉。
篠田深度参与了乐队录音的技术环节，并在后续的专辑中不断扩展这一角色。篠田与吉他手布拉德·德尔森一起制作了乐队的《混合理论》EP，并在录制《混合理论》时担任了类似的制作工作。他为聯合公园大部分歌曲的器乐和歌词创作做出了贡献。尽管贝宁顿主要担任聯合公园的主唱，但有时也与篠田共同演唱。贝宁顿的演唱风格高亢而富有情感，而篠田则以男中音的嘻哈风格进行演绎。2002年，篠田组织并监督了乐队的第一张混音专辑《Reanimation》，并在家中录音室制作了《Crawling》和《Pushing Me Away》的混音版本。篠田与涂鸦艺术家DELTA、平面设计师弗兰克·马多克斯（Frank Maddocks）以及乐队成员乔·哈恩共同完成了《Reanimation》的艺术设计。篠田还与The Flem、Delta、詹姆斯·R·明钦三世（James R. Minchin III）、尼克·斯帕诺斯（Nick Spanos）以及乔·哈恩合作设计了乐队第二张录音室专辑《流星圣代》（Meteora）的封面艺术。篠田与他的乐队成员和唐·吉尔摩（Don Gilmore）共同制作了这张专辑，这也是他的首次制作经验。到2004年，Jay-Z与聯合公园合作的混音EP《Collision Course》发布时，篠田在专辑制作中的角色继续扩大。他制作并混音了这张专辑，该专辑在2006年赢得了格莱美最佳说唱/演唱合作奖。
乐队于2007年5月14日发布了他们的下一张专辑《午夜旋律》（Minutes to Midnight）。在这张专辑中，篠田与长期合作的制作人里克·鲁宾（Rick Rubin）共同担任制作人。这张专辑也是篠田首次以主唱身份演唱歌曲（尽管他在前两张专辑中担任和声）。篠田在歌曲《In Between》和B面曲《No Roads Left》中演唱，并在《Bleed It Out》和《Hands Held High》中同时演唱和说唱。尽管篠田主唱的歌曲比较少见，但音乐杂志《Hit Parader》仍将他列为“史上百大金属歌手”的第72位。
篠田与鲁宾再次合作，为聯合公园的第四张专辑《千阳之夜》（A Thousand Suns）担任制作人，该专辑于2010年9月14日发布。在这张专辑中，篠田的演唱多于说唱。他在三首歌曲中说唱，分别是《When They Come for Me》、《Wretches and Kings》和第二支单曲《Waiting for the End》，同时他在多首歌曲中演唱（尤其是部分段落），如第三支单曲《Burning in the Skies》、《Robot Boy》、《Blackout》，以及第四支单曲《Iridescent》和首支单曲《The Catalyst》。贝宁顿和篠田在《The Catalyst》、《Jornada del Muerto》和《Robot Boy》中共同演唱，而《Iridescent》则是所有乐队成员一起演唱。
聯合公园于2012年6月26日发布了他们的第五张专辑《生命依旧》（Living Things）。篠田称这张专辑比前两张专辑更偏重说唱。专辑中的《Skin to Bone》、《Roads Untraveled》和《Castle of Glass》等歌曲由篠田演唱，并带有民谣风格，受到了鲍勃·迪伦（Bob Dylan）作品的影响。Allmusic形容篠田在这张专辑中的表现为“为那些安于现状但内心仍不安的年长说唱摇滚者提供了合适的原声”。混音专辑《Recharged》于2013年10月29日发布，包含了《生命依旧》原曲的混音版本。篠田借助从Avicii合作《Wake Me Up》时获得的EDM经验，以及与史蒂夫·青木（Steve Aoki）合作《A Light That Never Comes》时的经验，对专辑中的一些歌曲进行了混音。篠田重新诠释了《Castle of Glass》和《Victimized》等歌曲，并与老朋友DJ Vice和Ryu共同为这张专辑合作。
2014年，篠田与德尔森共同制作了乐队的第六张录音室专辑《狩猎派对》（The Hunting Party），该专辑于2014年6月17日发布。这是第一张邀请其他艺术家参与的专辑，包括Helmet的佩奇·汉密尔顿（Page Hamilton）、Rakim、系统之音（System of a Down）的达伦·马拉基安（Daron Malakian），以及愤怒机器乐队（Rage Against the Machine）的汤姆·莫雷洛（Tom Morello）。专辑的首支单曲《Guilty All the Same》是乐队第一首由其他嘉宾而非篠田进行说唱的非混音歌曲。
第七张录音室专辑的前期制作始于2015年中期《狩猎派对巡演》期间，由篠田通过手机完成。2017年，篠田再次与德尔森合作制作了专辑《光芒不再》（One More Light）。这张专辑是首次由其他词曲作者参与的作品。整张专辑中，篠田主要演唱而非说唱；其中《Good Goodbye》包含了篠田、Stormzy和Pusha T的说唱。几个月后，随着切斯特·贝宁顿的去世，乐队取消了巡演并进入了无限期休止状态。
2024年9月，聯合公园成员宣布将与新加入的主唱艾米丽·阿姆斯特朗（Emily Armstrong）和鼓手科林·布里顿（Colin Brittain）合作录制他们的下一张专辑《From Zero》。

### 黑暗堡垒
2004年，篠田创建了一个副乐队，名为Fort Minor，借此进一步展示他的嘻哈背景。在一次采访中，他解释了这个项目名称的来源：
“Fort代表了音乐中更为激进的一面。而Minor可以有几种含义：在音乐理论中，小调音阶更为黑暗。我想为专辑命名，而不是将我的名字放在封面上，因为我希望人们关注音乐本身，而不是我。”
在2004年11月《Collision Course》发布后，篠田开始为这个副乐队录制歌曲。Fort Minor: We Major是一张由篠田和DJ Green Lantern制作的混音带，用来宣传他即将发布的录音室专辑。Fort Minor的首张专辑《The Rising Tied》于2005年11月发布。其首支MV《Petrified》由罗伯特·海尔斯（Robert Hales）执导，并在前一个月发布。
Fort Minor的首张专辑《The Rising Tied》于2005年11月22日发布。专辑中有与Styles of Beyond、卢佩·费亚斯科（Lupe Fiasco）、Common、The Roots的Black Thought、约翰·传奇（John Legend）、霍莉·布鲁克（Holly Brook）、乔纳·马特朗加（Jonah Matranga）和Celph Titled的音乐合作。曾与聯合公园在2004年合作过专辑《Collision Course》的Jay-Z也担任了这张专辑的执行制作人。篠田在接受MTV新闻的Corey Moss采访时表示，他对自己提出了要求，要亲自演奏所有的乐器并创作所有歌词，除了弦乐、打击乐和合唱部分。《The Rising Tied》受到了评论家的好评。专辑中最成功的单曲《Where'd You Go》在公告牌百强单曲榜中排名第四。其他像《Petrified》和《Remember the Name》这样的歌曲也因被用作TNT的NBA加时赛配乐而受到了欢迎。另一首歌曲《Kenji》描述了日裔美国家庭在二战期间日裔美国人拘留中的经历。
由于《Where'd You Go》的成功，在2006年4月26日那一周，《The Rising Tied》的销量增加了45%，专辑在公告牌200强专辑榜上的排名上升了89位，至第104位。《Where'd You Go》在2006年的MTV音乐录影带大奖中获得了年度最佳铃声奖。2006年8月中旬，Fort Minor在Summer Sonic 2006音乐节上与聯合公园同台演出。
2006年11月，Fort Minor发布了《Where'd You Go》的音乐视频。篠田表示，他认为这段视频是对Fort Minor的一个很好的总结。同样在11月，篠田表示，由于他对聯合公园的投入，Fort Minor将进入无限期休止状态。在公告牌2000年代一击即中名单中，Fort Minor（与霍莉·布鲁克和乔纳·马特朗加一同）因《Where'd You Go》的成功而名列第19位（因为这是Fort Minor唯一一首进入前25名的单曲）。在2014年的一次采访中，篠田表示2015年可能会有一张Fort Minor的新专辑。
2015年6月21日，篠田正式确认了Fort Minor的回归，并发布了新单曲《Welcome》。Fort Minor还在6月22日星期一作为音乐嘉宾出现在TBS深夜脱口秀《Conan》节目中。Fort Minor还在聯合公园的巡演日程中出现了一些演出。

### 单独活动
2018年1月25日，篠田发布了EP《Post Traumatic》，其中包含三首关于他在切斯特·贝宁顿于2017年7月20日去世后个人感受的歌曲。篠田以自己的名义发布了这张EP，而不是以Fort Minor的名义。
2018年3月8日，篠田通过社交媒体宣布他正在制作一张新个人专辑。他还表示自己正在洛杉矶拍摄音乐视频，并邀请粉丝们出现在视频中，提供了加利福尼亚好莱坞旧Tower Records的位置地图。2018年5月12日，篠田在洛杉矶的Identity LA音乐节上进行了表演，这是贝宁顿去世后他的首次表演之一。2018年3月28日，2018年雷丁和利兹音乐节的阵容公布，篠田被列入其中。他于8月25日和26日参加了音乐节，和Post Malone、Panic! at the Disco、Dua Lipa、Brockhampton、Travis Scott等艺术家和乐队同台演出；主要嘉宾包括Fall Out Boy、肯德里克·拉马尔（Kendrick Lamar）和Kings of Leon。次日，篠田发布了即将推出的录音室专辑《Post Traumatic》中的两首新歌《Crossing a Line》和《Nothing Makes Sense Anymore》，专辑于6月15日发布。2018年3月29日，篠田接受KROQ的采访，并在电台首播了他的单曲《Crossing a Line》。2018年4月26日，篠田发布了一首与嘻哈歌手Blackbear合作的歌曲《About You》。大约一个月后，他透露将发布一首名为《Running From My Shadow》的新歌，该曲与Grandson合作。几周后，又发布了一首新单曲《Ghosts》，于2018年6月7日发布，即《Post Traumatic》发布前六天。
2019年10月30日，篠田宣布将于两天后，即11月1日发布新单曲《Fine》。
2020年3月，篠田开始通过家庭录音室进行直播，分享新的音乐内容。他将这些曲目称为“CoronaJams”，以呼应新冠疫情。随后，篠田将这些曲目分成三张专辑发布，分别为《Dropped Frames, Vol. 1》、《Dropped Frames, Vol. 2》和《Dropped Frames, Vol. 3》。
2021年2月19日，篠田发布了一首名为《Happy Endings》的单曲，歌曲中有Iann Dior和Upsahl的客串演唱。篠田还重混了Deftones的歌曲《Passenger》，并在2022年格莱美奖中凭借该作品获得了“最佳重混录音（非古典）”奖。2023年3月10日，为庆祝聯合公园《Meteora》发行20周年，篠田发布了一首新单曲《In My Head》，作为电影《惊声尖叫6》的原声之一。这首流行摇滚歌曲由Kailee Morgue客串演唱。篠田还制作并共同创作了Demi Lovato演唱的歌曲《Still Alive》，该曲也出现在影片中。2023年10月6日，篠田发布了一首新歌《Already Over》。不久后，在2023年12月1日，发布了包含多首《Already Over》、《In My Head》混音版以及《Fine》混音版的EP《The Crimson Chapter》。

### 艺术与绘画
篠田参与了聯合公园大部分视觉艺术的创作，包括乐队的专辑封面设计、周边商品设计、网站设计以及舞台表演的视觉艺术。他设计了Styles of Beyond的首张专辑《2000 Fold》的封面、Saukrates的首张专辑《The Underground Tapes》以及DJ Frane的首张专辑《Frane's Fantastic Boatride》的封面，这些专辑均在1999年发布。他在职业生涯中也参与了多个艺术项目。
2003年，他为DC Shoes合作设计了一款“混音”鞋，重新设计了“Clientele”系列。他重新设计了鞋子的颜色和材料，还设计了所有的包装和印刷广告。次年，他还为慈善拍卖设计了Kid Robot的“Munny”娃娃的定制款。2008年，篠田再次与DC Shoes合作，参与第二个DC Remix系列项目。这次的合作展示了篠田独特的影响力：“成就斐然的艺术家与打破记录的音乐家，美国成长背景与日本遗产的结合。”MS/DC限量版“混音”鞋有两种版本——Xander和Pride。在2008年8月1日发布时，约有2000双限量版鞋可供购买。
2004年，篠田创作了一系列十幅画作，成为Fort Minor首张专辑《The Rising Tied》的基础。这一系列作品成为专辑包装的支柱，并在篠田的首次公开艺术展“Diamonds Spades Hearts & Clubs”中展出。除了Fort Minor的十幅作品外，这次展览还展示了另外十三幅原创作品和五幅合作作品。“Diamonds Spades Hearts & Clubs”于2006年11月19日星期日在1988画廊开幕。同年晚些时候，篠田在艺术中心设计学院设立了一项大学奖学金，以支持未来的插画和平面设计学生。奖学金名为“Michael K. Shinoda捐赠奖学金”，基于经济需求和优秀表现颁发。奖学金于2006年首次颁发。奖学金基金通过在他的网站上销售原创艺术品、艺术展览和他的DC Shoes项目筹集资金。
2008年7月11日，篠田的第二次公开艺术展“Glorious Excess (BORN)”在洛杉矶的日本裔美国国家博物馆首映。展览包括九幅新作，并在开幕之夜举行了独家签名活动。这次展览是两部分“Glorious Excess”系列的第一部分，第二部分“Glorious Excess (DIES)”于2009年8月22日在日本裔美国国家博物馆展出。篠田谈到“Glorious Excess”系列的灵感时表示：“到了某个程度，‘名人新闻’的泛滥开始让我担忧。它似乎已经跳出了自己的领域，进入了不该去的地方。我会在看新闻时想：‘现在世界上有这么多事情发生，为什么他们要报道某某的分手？’这对我来说没有意义。再加上我应该以某种方式‘属于’那个名人群体——但我在很多方面真的不觉得自己是其中的一员——你可以看到这个话题是如何让我开始产生浓厚兴趣的。‘Glorious Excess (BORN)’展览是我探讨这些话题的方式，试图寻找答案。它围绕一个中心的‘名人’角色展开，这个人非常富有，略带暴力，没有任何特殊的技能或才能而成名。”
2014年11月6日，篠田与乔·哈恩（Joe Hahn）在柏林墙上创作了一幅艺术作品。

### 其他音乐演出
篠田还为其他多位艺术家和团体担任音乐制作人。2002年，篠田和乔·哈恩（Joe Hahn）与X-Ecutioners合作，制作并演奏了他们的单曲《It's Goin' Down》。同年晚些时候，篠田与布拉德·德尔森（Brad Delson）创立了他们自己的唱片公司——Machine Shop Recordings。他帮助制作了卢佩·费亚斯科（Lupe Fiasco）在2006年发布的《Food & Liquor》。他在2009年至2012年间与Styles of Beyond合作，帮助制作了《Reseda Beach》，并在专辑中贡献了器乐和人声。此外，篠田还为2005年的MTV音乐录影带大奖配乐，并与拉敏·贾瓦迪（Ramin Djawadi）合作，为电子游戏《荣誉勋章：战士》配乐。2011年，他与约瑟夫·特拉帕西（Joseph Trapanese）合作，为美国版电影《突袭》作曲。
2004年，他发布了对1990年Depeche Mode单曲《Enjoy the Silence》的混音单曲和动画音乐视频。2005年，篠田与DJ Vlad和Roc Raida共同主持了混音CD《Rock Phenomenon》。这张CD是DJ Vlad的《Rock Phenomenon》系列中的第一张（也是唯一一张），其中包含了聯合公园的《Papercut》和David Banner的《Like a Pimp (Remix)》的混音。在2006年的格莱美颁奖典礼上，篠田与布拉德·德尔森共同编排了《Numb/Encore》和披头士的《Yesterday》的混音，由说唱歌手Jay-Z、聯合公园和前披头士歌手保罗·麦卡特尼（Paul McCartney）共同现场演出。2008年10月，篠田与前乐队成员马克·韦克菲尔德（Mark Wakefield）合作录制并发布了一首单曲《Barack Your World》。
篠田为CNN原创纪录片电视系列《This Is Life with Lisa Ling》创作了音乐，并为美国电视剧《荒原》（Into the Badlands）创作了主题曲。篠田还为努尔·塔戈里（Noor Tagouri）的节目《A Woman's Job》创作并提供了主题曲。

## 外部連結
- 聯合公園官方網站（页面存档备份，存于）
- 黑暗堡壘官方網站（页面存档备份，存于）
- 麥克·篠田官方網站（页面存档备份，存于）